# Timezone (Musiklabel)
Timezone GbR ist ein deutsches Independent-Label und ein Publikationsdienstleister für Tonträger, dessen Inhaber Gerald Oppermann und Holger Gechter sind.

## Geschichte
Timezone wurde 2002 gegründet und ist in Osnabrück (Niedersachsen) ansässig. Es gab 2015 eine Kooperation mit dem Medienhaus Neue OZ zur Veröffentlichung von Musik. Das Büdchen am Westerberg in Osnabrück und Timezone veranstalten seit 2015 gemeinsam die Musikreihe „Live im Grünen“.  Das Label veröffentlicht Musik aus den Bereichen Indie-Pop, Indie-Rock, Singer-Songwriter, Jazz und Blues. Der Tonträgervertrieb Timezone Distribution gehört ebenfalls zur Firma Timezone und vertreibt die Titel im stationären Tonträgerhandel. Die Produktionen findet man auf allen relevanten Online-Musikdiensten. Der Timezone Musikverlag verlegt weltweit über 3.000 Werke, vor allem von in Deutschland ansässigen Komponisten.
Timezone hat bisher etwa 4.000 (Stand: Juli 2025) Produktionen im Programm, von Musikern aus Deutschland, Großbritannien, der Schweiz, Österreich, Portugal, Brasilien, Schweden, Spanien, Belgien, England, Frankreich, Neuseeland und den USA.

## Künstler (Auswahl)
Zu den Vertragskünstlern gehören bzw. gehörten u. a.:
- 4 Idiots
- Alphamay
- Atmosonic
- Bad Temper Joe
- Jasmin Bayer
- Georg Edlinger
- Broken Fate
- Raimund Burke
- Cliff Barnes and the Fear of Winning
- Conte
- Ewian
- Elsa Steixner
- Get the Cat
- Gion Stump & the Lighthouse Project
- Jens Hausmann
- Healer
- Illute
- Inflator
- Kensington Road
- King’s Tonic
- Kleinstadthelden
- Stephan König
- Kyles Tolone
- LaminiusX
- Fady Maalouf
- Ronja Maltzahn
- Manteca
- Robby Maria & The Silent Revolution
- medlz
- Minusheart
- Mr. Hurley & die Pulveraffen
- Joseph Myers
- Karl Neukauf
- Neviss
- Julia A. Noack
- Nump
- Ochmoneks
- Nina Omilian
- OX
- Carsten Pape
- Pele Caster
- Cecilia Pillado
- Reliquiae
- Rozencrantz
- Ben Schadow
- Schlagwetter
- Schnaps im Silbersee
- Tommy Schneller
- Secret of Elements
- Sharon Next
- Shineform
- Slowtide
- Soulbound
- Summery Mind
- Athanasios Tsoukas
- Universal Rhythm Blasters at Work
- Warhead